# Schloss Ehrenstein

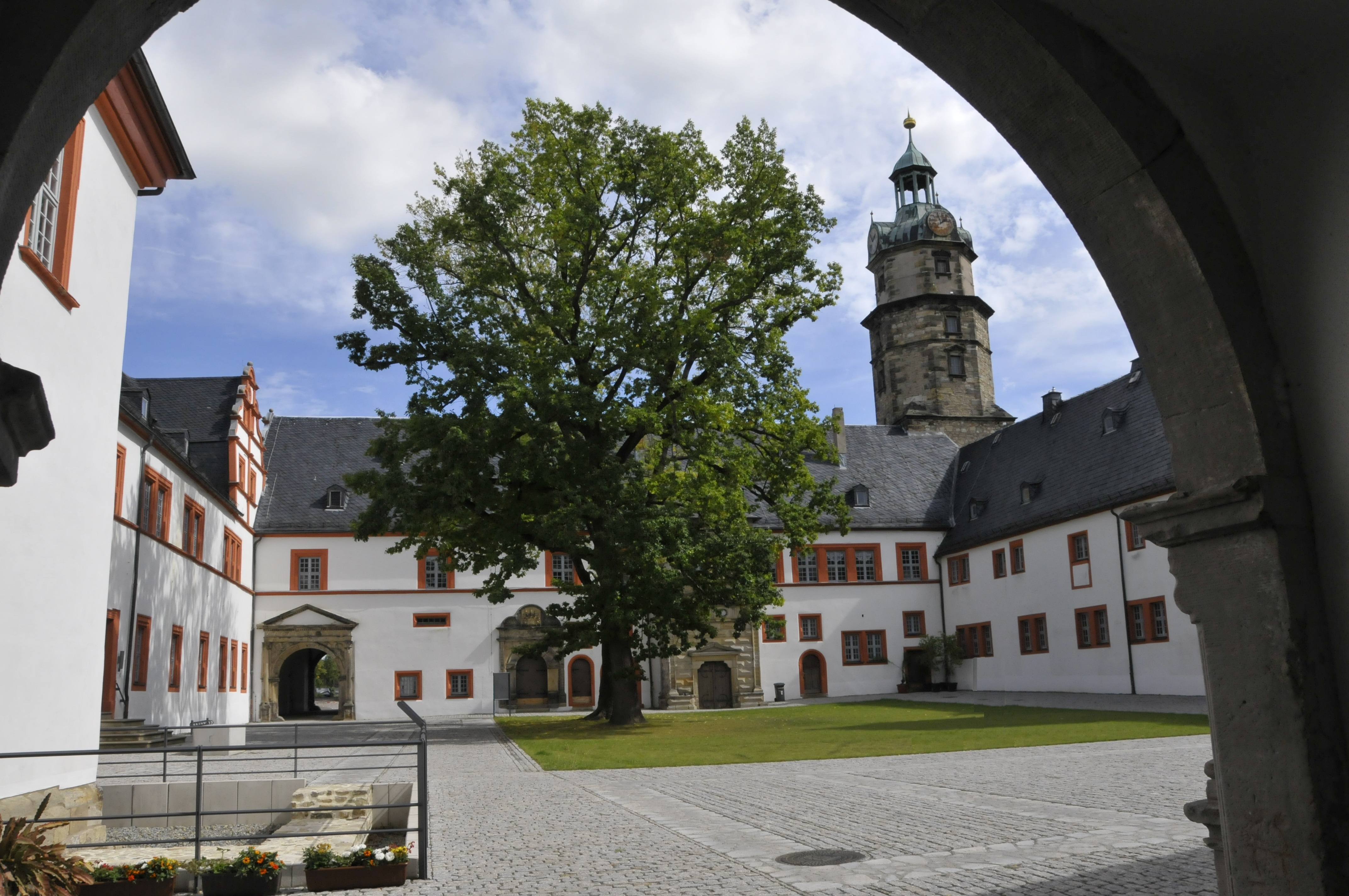
Schlossanlage Ehrenstein, rund um den Innenhof (2011)

Schloss Ehrenstein ist ein Renaissanceschloss in Ohrdruf in Thüringen. Es handelt sich um einen zweigeschossigen Vierflügelbau.

## Geschichte
Die erste Besiedlung in Ohrdruf ist aus dem 1. Jahrhundert v. Chr. bis zum 3. Jahrhundert n. Chr. nachweisbar. 
Um 725 gründete Bonifatius am gegenüberliegenden Ufer der Ohra das erste thüringische Kloster.
777 soll auf dem (späteren) Burggelände eine Peterskirche durch den späteren Bischof Lullus gegründet worden sein.
Es wurden Reste einer steinernen Kirche aus dieser Zeit (mit Dendrodaten) gefunden. Damit wäre diese die älteste bekannte Steinkirche in Thüringen.
Für 961 ist ein Besuch von König Otto I. auf der Burg, auf seinem Zug nach Italien erwähnt. Er unterzeichnete hier Urkunden. Aus dieser Zeit sind Fundamente einer großen Halle neben der Kirche freigelegt worden.
980 soll auf dem Burggelände ein Kollegiatstift St. Peter gegründet worden sein. In dieser Zeit wurde auch die Kirche vergrößert. An diese schloss sich südlich ein Friedhof an, auf dem 38 Grabstellen aus dem 10. bis 12. Jahrhundert freigelegt werden konnten. Darunter waren 18 Steinkistengräber.
1184 fiel die Kirche einem Brand zum Opfer. 1344 verlegte Landgräfin Elisabeth von Lobdeburg das Chorherrenstift nach Gotha. 1463 zog der Karmelitenorden in die leerstehenden Stiftsgebäude ein,.
1463 waren die Grafen von Gleichen Eigentümer der Stiftsgebäude geworden. 1523 wurde das Kloster aufgelöst.
Bauherr des Schlosses auf und aus den Mauern der Kirche und der Klausurgebäude war Graf Georg II. von Gleichen (1509–1570). Seine Baumeister Georg und Valentin Kirchhof errichteten ab 1550 einen neuen Flügel. Ernst von Gleichen erweiterte die Anlage von 1610 bis 1616. Beim Aussterben der Grafen von Gleichen 1631 fielen infolge eines Erbvertrags Teile der Grafschaft Gleichen (die Grafschaft Obergleichen) mit dem Schloss als sachsen-weimarisches Lehen an das Haus Hohenlohe-Neuenstein. Im Jahr 1663 teilten die Grafen von Hohenlohe die Obergrafschaft unter den Linien Hohenlohe-Neuenstein und Hohenlohe-Langenburg auf, wobei das Schloss Ehrenstein beiden Linien gemeinsam gehörte. Im Jahre 1750 erbten die Grafen von Hohenlohe-Langenburg das Schloss. Mitte des 18. Jahrhunderts wurden einige Teile des Schlosses im Barockstil ausgebaut. Die beiden Fürsten zu Hohenlohe (der Linien Oehringen-Neuenstein und Langenburg) unterhielten im Schloss bis 1848 eine Kanzlei und ein lutherisches Konsistorium. 
Fürst Hermann zu Hohenlohe verkaufte das Schloss 1869 an das Herzogtum Sachsen-Coburg und Gotha. 1870 begann die Nutzung durch das Realgymnasium mit Internat und die entsprechende Umgestaltung der Innenräume. Später war das Schloss auch Sitz des Landrates und des Arbeitsamtes. Es wurde 1924 von der Stadt Ohrdruf für gemeinnützige Zwecke übernommen. 1933/1935 erfolgte der Einzug des Heimatmuseums, das durch Studienrat Böttcher zusammengestellt worden war.
Bis 1956 konnte die Stadt Ohrdruf das Schloss nutzen. Dann wurde es von der Sowjetarmee übernommen und als Schule und für Wohnungen verwendet. 1966 verließ die sowjetische Schule das Gebäude, die Wohnungen blieben zunächst belegt. Das verwahrloste Schloss war nun sich selbst überlassen, es erfolgten weitere Zerstörungen und Ausraubungen. 1971 zeigte sich das Schloss in ruinösem Zustand. Dächer und Turmhaube waren defekt, Ost-, Süd- und Nordflügel schwer von Schwamm befallen. Es gab keine brauchbare Wasserleitung mehr, die Abwasserkanäle waren verstopft, die Elektroanlage verbrannt, Treppengeländer demontiert, Parkettfußboden herausgerissen, Türen und Fenster im gesamten Schloss defekt.
Ab 1971 erfolgten erste Rekonstruktionsarbeiten am Gebäudekomplex. Es gründete sich eine Interessengemeinschaft Schloss Ehrenstein e. V. im Kulturbund der DDR, die das Schloss vor dem beabsichtigten Abriss rettete. Zunächst wurde die Dachhaut der Schlossgebäude erneuert, 1975 der Schlossturm rekonstruiert. Es folgten der Ausbau von Wohnungen im Ostflügel, von Vereinsräumen im Westflügel, die Einrichtung einer Sonderschule im Ostflügel und mehrfache Renovierungen des Rokoko-Saals als Musiksaal (einziger erhaltener Saal) durch Mitglieder der IG. 1997 wurde die Stadt Eigentümerin des Schlosses und forcierte dessen Sanierung im Innen- und Außenbereich. Der Anbau eines äußeren Treppenaufgangs erfolgte unter Stilbruch. Danach befanden sich im Schloss unter anderem das Heimatmuseum, das Stadtarchiv und die Stadtbibliothek der Stadt Ohrdruf. Zwei Stiftszellen und eine Kapelle waren erhalten. Das Erdgeschoss des Ostflügels war noch nicht ausgebaut. Der neugestaltete Innenhof wurde 2010 der Öffentlichkeit übergeben. Für die Neugestaltung von Schlossgarten und Schlosspark gab es einen Landschaftsarchitektur-Wettbewerb.
Am 26. November 2013 ereignete sich ein Dachstuhlbrand in dem Gebäude, in dessen Zuge weite Teile des Gebäudes durch den Brand und das Löschwasser stark beschädigt wurden. Brandursache war, dass Dachdecker ein festgefrorenes Brett am Dachgerüst mit einem Gasbrenner enteisen wollten. Durch die Löscharbeiten stand die unter dem Dachstuhl liegende Stadtbibliothek unter Wasser. In einem anderen Flügel sind zwei Wohnungen ebenfalls durch Löschwasser ruiniert und nicht mehr bewohnbar. Der Sachschaden wird auf mindestens 10 Millionen Euro geschätzt, da sich im vernichteten Teil des Schlosses Gemälde und andere Kunstgegenstände befanden. Verloren gingen auch die bedeutende Puppensammlung und die Nachbildungen historischer Gebäude von Wilfried von Wechmar. Bürgersaal und Archiv blieben erhalten. Der Brand ereignete sich unmittelbar vor der Bauabnahme nach einer aufwendigen Sanierung des Komplexes, die mehrere Millionen Euro gekostet hatte. Die erneute Wiederherstellung des Gebäudes trug zum Teil die Sparkassenversicherung als die Haftpflichtversicherung der für den Brand verantwortlichen Betriebe; Mittel kamen jedoch auch von der Deutschen Stiftung Denkmalschutz.
Nach weiteren 8 Jahren der Sanierung wurde das Schloss am 8. Juni 2022 wiedereröffnet.

## Heutige Nutzung
Das wiederhergestellte Schloss beherbergt heute vier Ausstellungen:
- KUBUS MAGICUS: Digitale 360°-rundum-Präsentation der Stadtgeschichte Ohrdrufs
- Musik im Mondschein: Dauerausstellung zu Johann Sebastian Bachs Kindheit und Jugend in Ohrdruf von 1695 bis 1700 und zu der von Johann Christoph Bach begründeten Ohrdrufer Bach-Linie. Im Fokus dabei stehen das berühmte Schulmatrikel als Originalquelle zu JSB sowie die Erkenntnis, dass der junge Bach in Ohrdruf bei seinem Bruder Johann Christoph das Orgelspiel erlernt und die Funktionsweise einer Orgel kennengelernt hat.
- Als Saurier durch Ohrdruf schwammen – Die fantastische Reise ins Muschelkalkmeer: zur Geologie des Oberen Muschelkalks, der in der Umgebung von Ohrdruf an die Oberfläche tritt, mit bedeutenden Fossilfunden und faszinierenden Nachbildungen.
- Mission Weltwirtschaft – Ohrdrufer Erfolgsgeschichten vom Schaukelpferd zum Bauhausstuhl: zu ausgewählten Aspekten der Ohrdrufer Wirtschaftsgeschichte, zum Beispiel der Firma CEBASO, in den 1920er Jahren Ohrdrufs größter Spielwarenhersteller. Das Unternehmen produzierte aber auch Möbel nach Entwürfen des Möbeldesigners Erich Dieckmann (1896–1944) (Stühle, Sessel, Liegen und Tische aus Stahlrohr).[10]

## Bilder (2006 bis 2012)

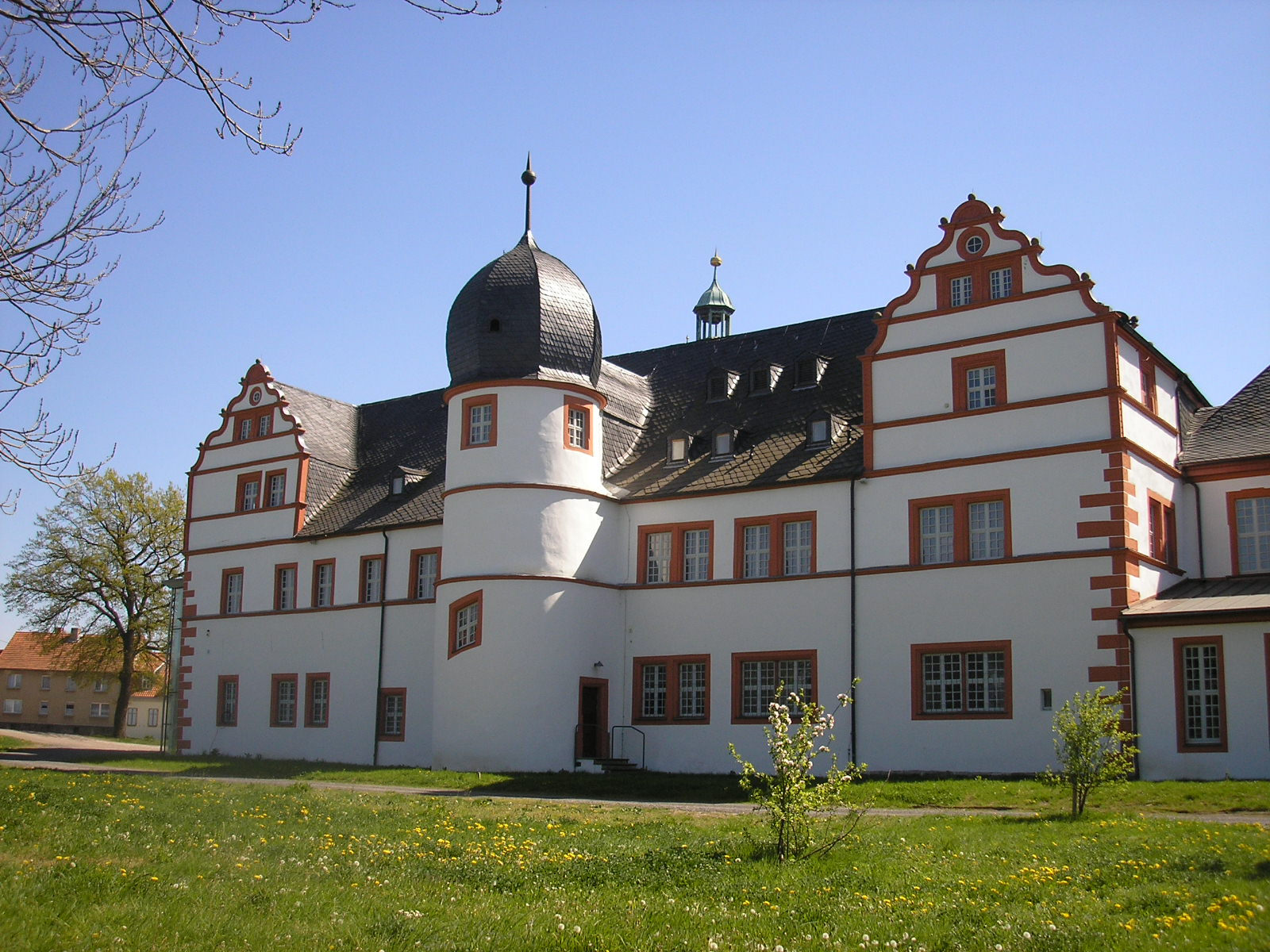
Nordflügel
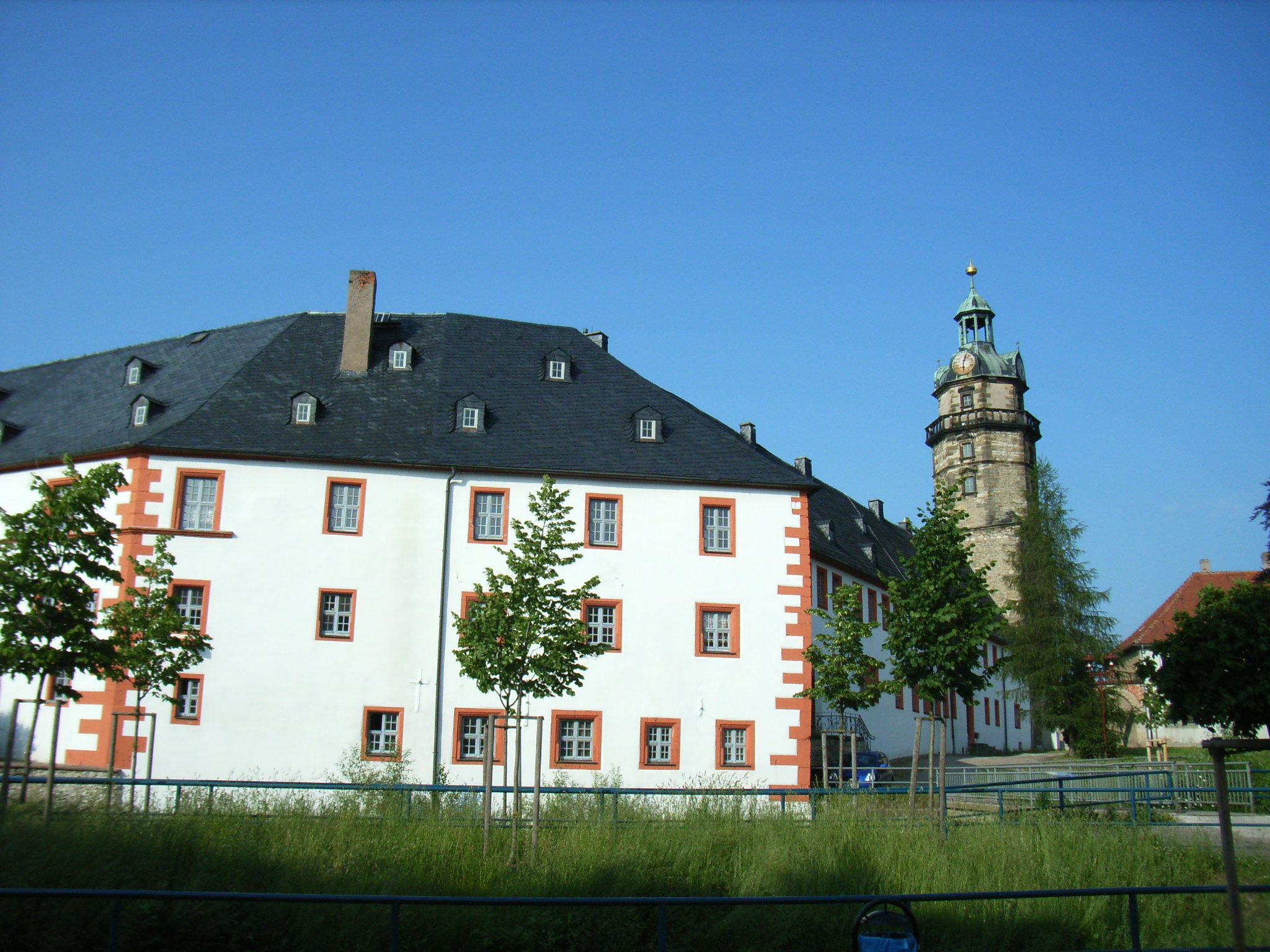
Süd- und Westflügel
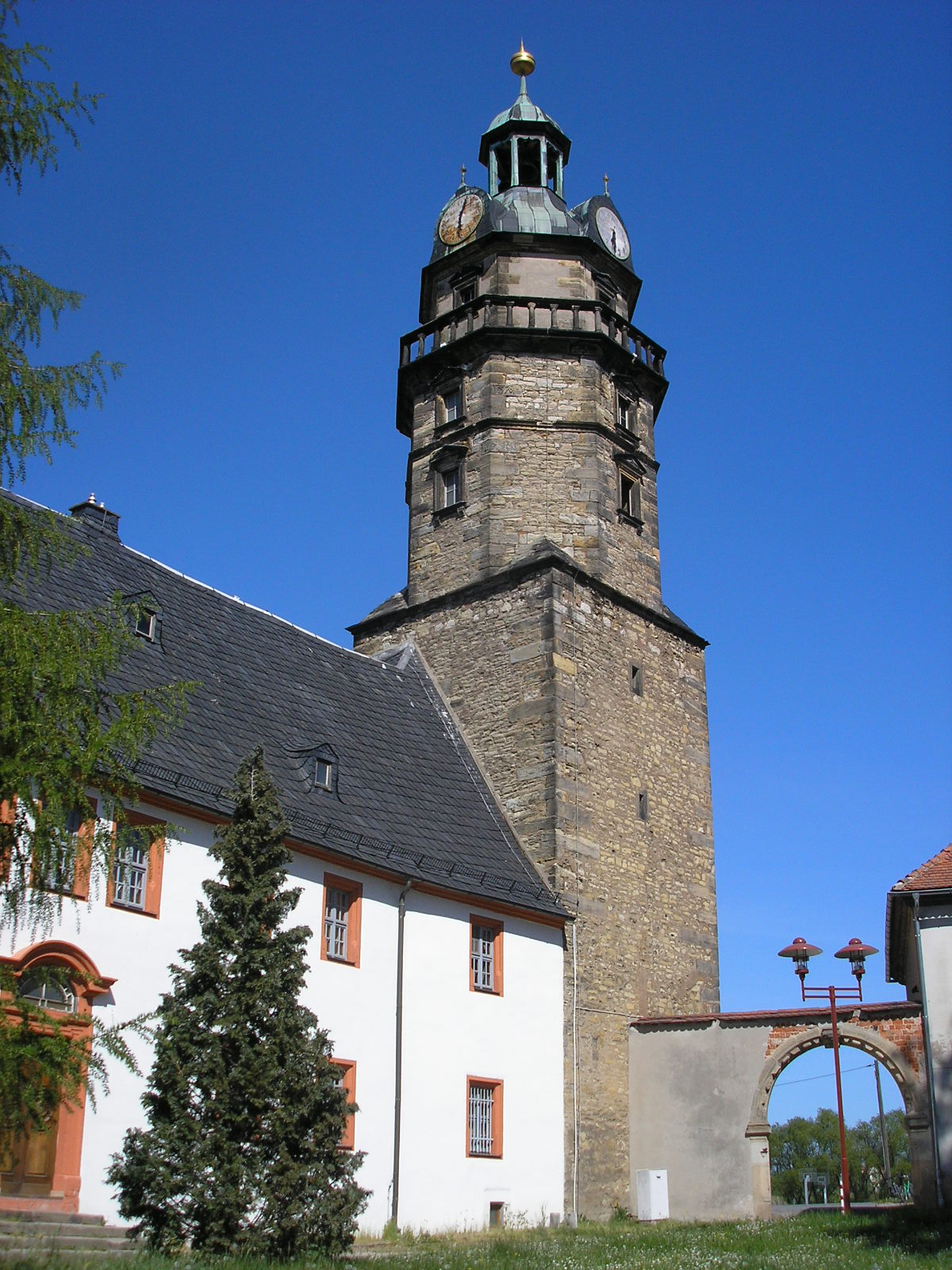
Schlossturm vor der Renovierung (2013)
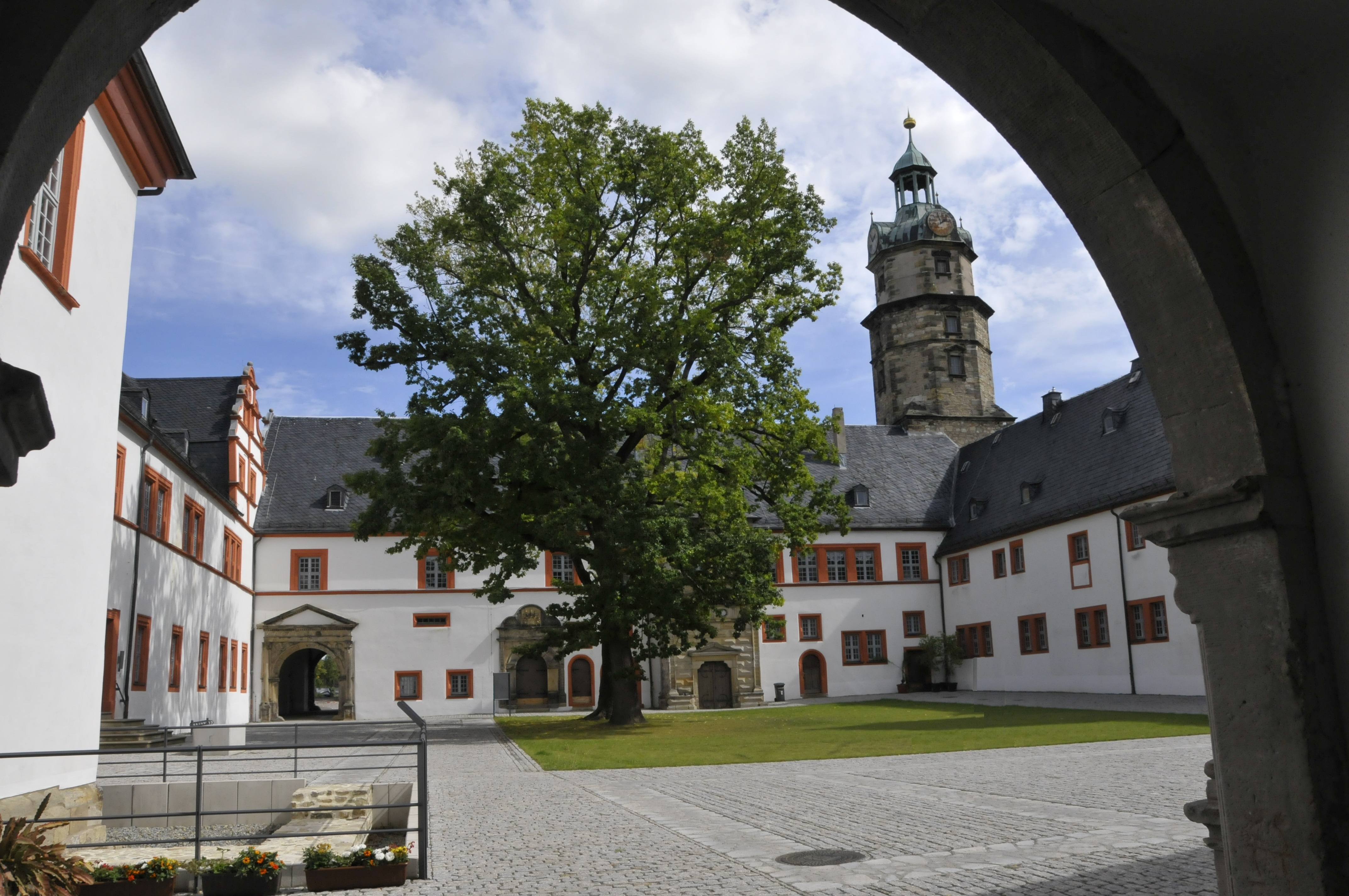
Innenhof
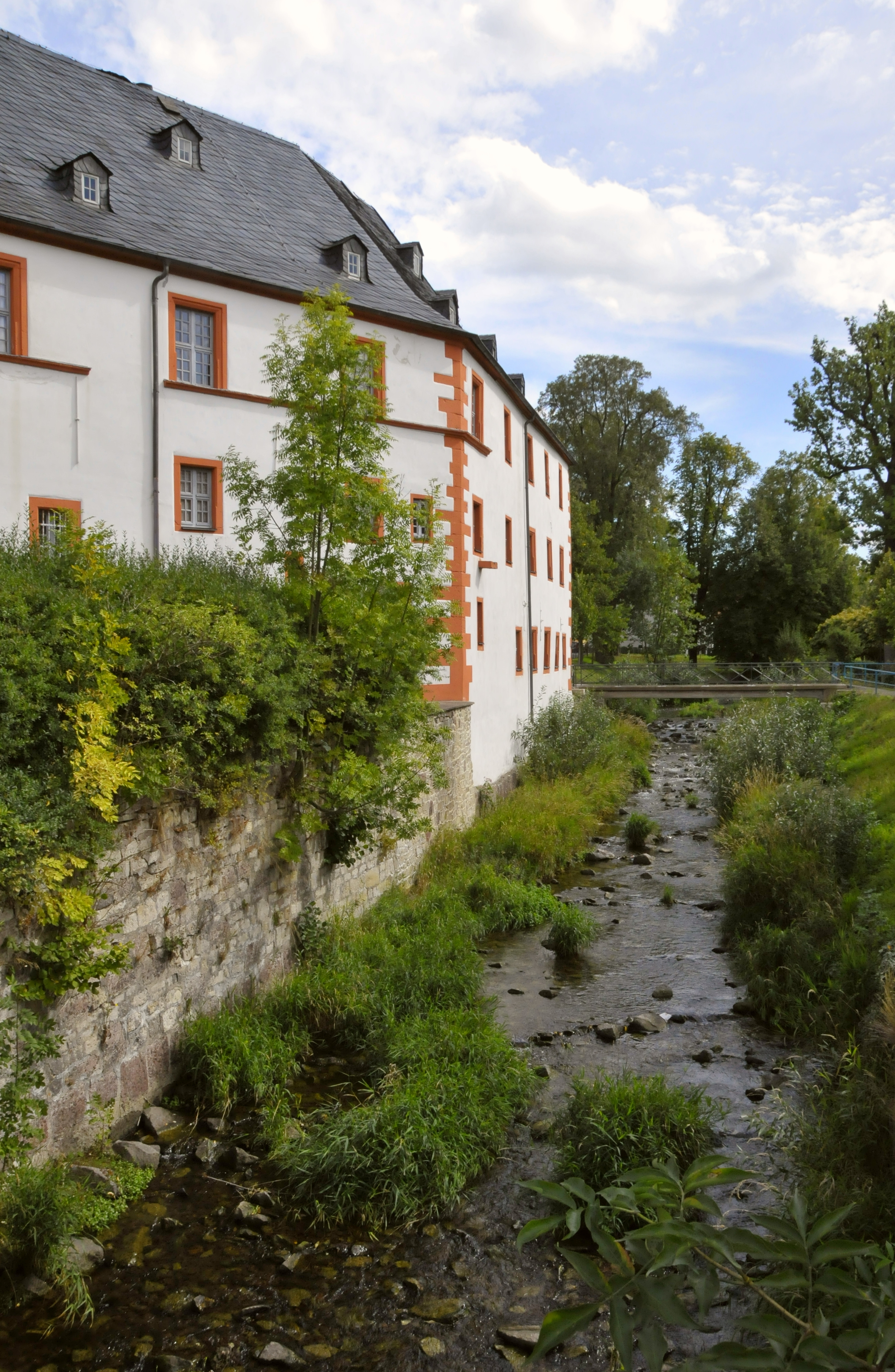
Westflügel mit Ohra
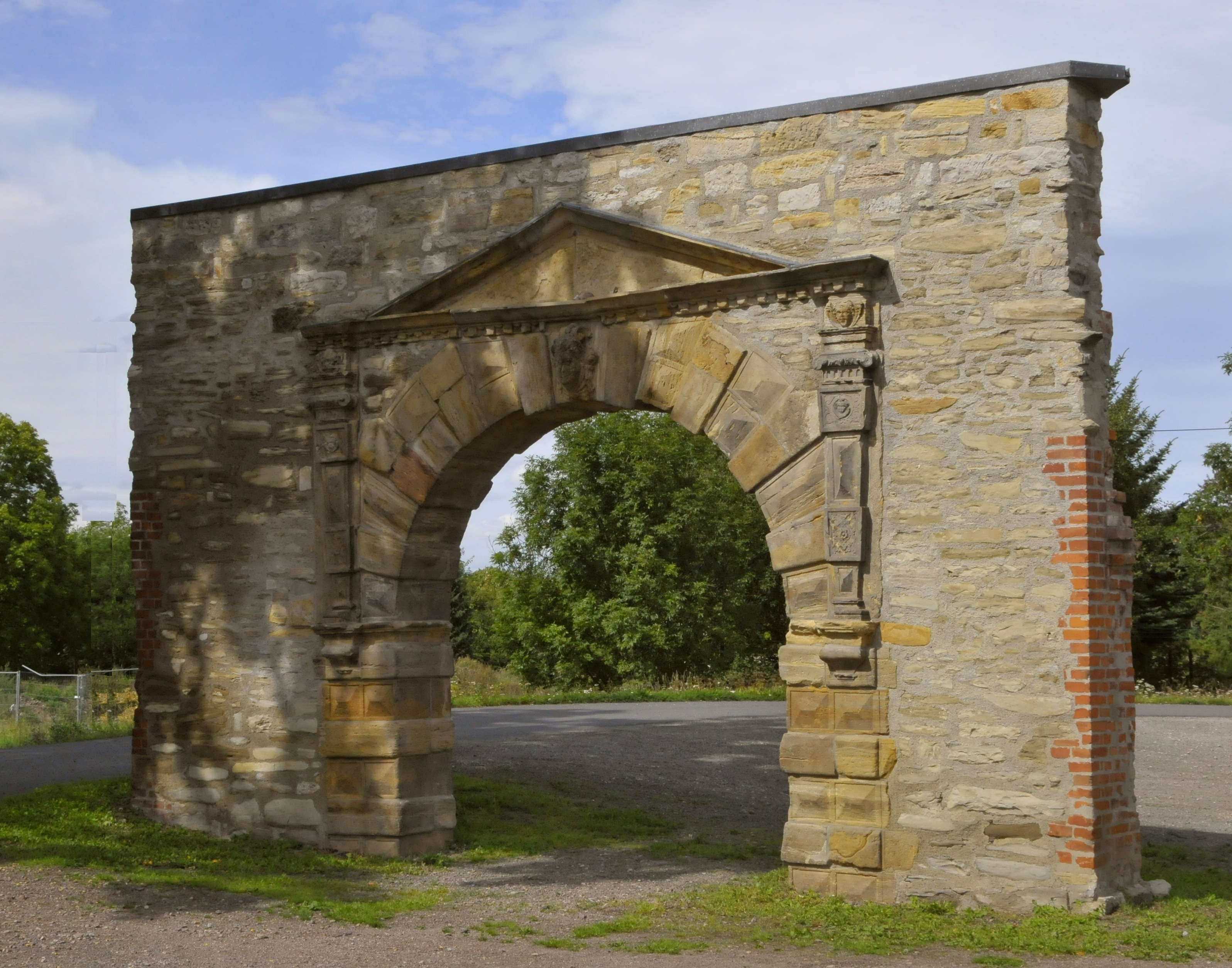
Rekonstruierter Torbogen
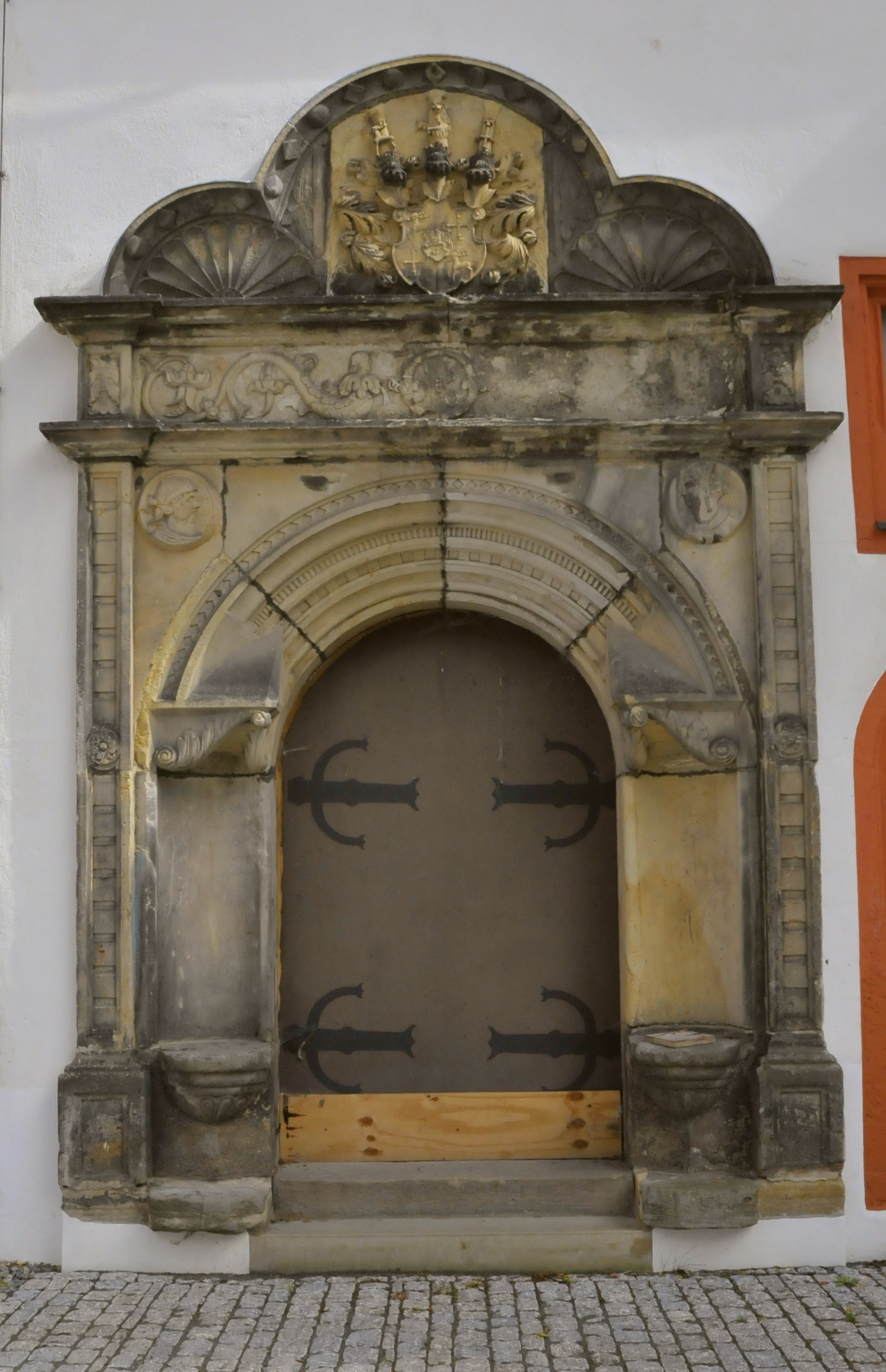
Pforte zum Ostflügel im Schlosshof